# Aguaviva
Aguaviva (katalanisch: Aiguaiva de Bergantes) ist eine spanische Gemeinde in der Provinz Teruel der Autonomen Region Aragón. Sie liegt zwischen den Flüssen Guadalope und Bergantes rund 40 Kilometer südlich von Alcañiz im Süden der Comarca Bajo Aragón (Baix Aragó) im überwiegend katalanischsprachigen Gebiet der Franja de Aragón. 2024 hatte die Gemeinde 547 Einwohner.

## Sprache
Die hier und in den Gemeinden Torrevelilla, La Ginebrosa und La Cañada de Verich gesprochene katalanische Mundart (Parlar d'Aiguaiva) weist einige Besonderheiten auf.

## Einwohner
| 1991 | 1996 | 2001 | 2006 | 2011 | 2013 |
| ---- | ---- | ---- | ---- | ---- | ---- |
| 559  | 641  | 651  | 691  | 693  | 654  |

## Sehenswürdigkeiten
- Die Kirche San Lorenzo im Barockstil.
- Die Einsiedeleien San Gregorio und Santa Barbara.